# Landifay-et-Bertaignemont
Landifay-et-Bertaignemont är en kommun i departementet Aisne i regionen Hauts-de-France i norra Frankrike. Kommunen ligger  i kantonen Sains-Richaumont som ligger i arrondissementet Vervins. År 2022 hade Landifay-et-Bertaignemont 248 invånare.

## Befolkningsutveckling
Antalet invånare i kommunen Landifay-et-Bertaignemont
Referens: INSEE